# (100690) 1997 YY6
(100690) 1997 YY6 es un asteroide perteneciente al cinturón de asteroides descubierto el 25 de diciembre de 1997 por Brian G. W. Manning desde el Stakenbridge Observatory, Kidderminster, Reino Unido.

## Designación y nombre
Designado provisionalmente como 1997 YY6.

## Características orbitales
1997 YY6 está situado a una distancia media del Sol de 2,588 ua, pudiendo alejarse hasta 3,413 ua y acercarse hasta 1,763 ua. Su excentricidad es 0,318 y la inclinación orbital 8,232 grados. Emplea 1521,03 días en completar una órbita alrededor del Sol.

## Características físicas
La magnitud absoluta de 1997 YY6 es 16,8. 